# James Magut
James Kiplagat Magut (ur. 20 lipca 1990) – kenijski lekkoatleta specjalizujący się w biegu na 1500 metrów.
Jako junior został wicemistrzem świata w 2008 oraz mistrzem Afryki w 2009. Pierwszy duży sukces jako senior odniósł w 2010 roku zdobywając srebrny medal igrzysk Wspólnoty Narodów. W 2012 zdobył brąz mistrzostw Afryki, a dwa lata później sięgnął po złoto igrzysk Wspólnoty Narodów w Glasgow.

## Osiągnięcia
| Rok  | Impreza                     | Miejsce    | Konkurencja        | Lokata     | Wynik   |
| ---- | --------------------------- | ---------- | ------------------ | ---------- | ------- |
| 2008 | Mistrzostwa świata juniorów | Bydgoszcz  | bieg na 1500 m     | 2. miejsce | 3:47,51 |
| 2009 | Mistrzostwa Afryki juniorów | Bambous    | bieg na 1500 m     | 1. miejsce | 3:37,05 |
| 2009 | Mistrzostwa Afryki juniorów | Bambous    | sztafeta 4 x 400 m | 4. miejsce | 3:17,95 |
| 2010 | Igrzyska Wspólnoty Narodów  | Nowe Delhi | bieg na 1500 m     | 2. miejsce | 3:42,27 |
| 2012 | Mistrzostwa Afryki          | Porto-Novo | bieg na 1500 m     | 3. miejsce | 3:36,35 |
| 2014 | Igrzyska Wspólnoty Narodów  | Glasgow    | bieg na 1500 m     | 1. miejsce | 3:39,31 |
| 2014 | Mistrzostwa Afryki          | Marrakesz  | bieg na 1500 m     | 5. miejsce | 3:43,82 |

## Rekordy życiowe
- Bieg na 1500 metrów – 3:30,61 (9 maja 2014, Doha)
- Bieg na milę – 3:50,68 (7 czerwca 2012, Oslo)